# PayCash
PayCash (Пейкэш) — ныне не работающая российская электронная платёжная система.
В основе системы лежала технология, предложенная в восьмидесятых годах голландским аналитиком Дэвидом Чаумом (D.Chaum, проекты DigiCash и eCash). Проект PayCash реализовал собственную версию технологии eCash, исходные алгоритмы Чаума были существенно переработаны и дополнены, защищены патентами США.
На основе технологии PayCash реализовано несколько крупных проектов:
- Одноимённый проект электронной наличности, разработанный петербургской компанией ОАО «Алкор Пэйкэш» и запущенная в 1998 году[1][3]. Впоследствии стала совместным проектом ГК «Алкор» и банка «Таврический»[4]. Кошельки могли пополняться путём безналичных переводов или, начиная с 2001 года — при помощи предоплаченных скрэтч-карт[5]. Приём платежей с кредитных карт для этой цели не поддерживался[6]. В 2002 году система была преобразована в совместное предприятие с компанией Яндекс[7] и перебрендирована как Яндекс.Деньги. В 2007 году компания PayCash вышла из капитала Яндекс. Денег[7]. При начале сотрудничества с Яндексом из системы была удалена возможность обмена электронных денег PayCash, номинированных в валютах, отличных от российского рубля. Был реализован веб-интерфейс и прекращено использование кошельков-приложений. Таким образом, система, фактически, перестала обладать свойствами электронной наличности.
- iDealer, сеть автоматизированных киосков по приёму платежей в России и на Украине
- MOBI.Деньги, платёжные сервисы
- MonetaExpress, система денежных переводов
- Cyphermint PayCash System, действовавшая на территории США[8].